# Camoensia scandens
Camoensia scandens là một loài thực vật có hoa trong họ Đậu. Loài này được (Welw.) J.B.Gillett miêu tả khoa học đầu tiên.